# Línea 23B (Movibus)
La línea 23B de la red de autobuses interurbanos de la Región de Murcia (Movibus) unía El Siscar y el Ayuntamiento de Santomera con Murcia.

## Características
Fue puesta en servicio el 3 de diciembre de 2021, con la entrada en vigor de la primera fase de Movibus.
Sus salidas estaban coordinadas con las de la línea 23A, para evitar duplicidades durante gran parte de la ruta.
Pertenecía a la concesión MUR-002 "Beniel - Santomera - Murcia", y era operada por Orbitalia/MoviMurcia.
Fue suprimida el 3 de diciembre de 2023, siendo absorbida por la línea 36 de TMP Murcia.

### Horarios de salida
| Lunes a viernes laborables                                   |
| A 7:20 - 8ː20 - 9ː20 - 10ː20 - 12ː20 - 14ː20 - 18ː20 - 20ː20 |
| Sábados laborables (excepto agosto)                          |
| A 7ː20 - 9ː20 - 12ː20 - 14ː20 - 16ː20 - 18ː20 - 20ː20        |
| Sábados laborables (Agosto)                                  |
| A 9ː20 - 12ː20 - 15ː20 - 18ː20 - 20ː20                       |
| Domingos y festivos                                          |
| A 10:20 - 13ː20                                              |

| Lunes a viernes laborables                             |
| A 9ː30 - 11ː30 - 13ː30 - 14ː30 - 15ː30 - 19ː30 - 21ː30 |
| Sábados laborables (excepto agosto)                    |
| A 8ː30 - 10ː30 - 13ː30 - 15ː30 - 17ː30 - 19ː30 - 21ː30 |
| Sábados laborables (Agosto)                            |
| A 11ː30 - 14ː30 - 16ː30 - 19ː30 - 21ː30                |
| Domingos y festivos                                    |
| A 12ː00 - 15ː00                                        |

## Recorrido y paradas

### Sentido Murcia
| Parada                          | Común con                      | Conexión con tranvía | Municipio |
| ------------------------------- | ------------------------------ | -------------------- | --------- |
| Discoteca                       |                                |                      | Santomera |
| Casablanca                      | 23A                            |                      | Santomera |
| Barrio de los Castellones       | 23A                            |                      | Santomera |
| El Chuque                       | 23A                            |                      | Santomera |
| Bar Tites                       | 23A                            |                      | Santomera |
| Parque                          | 23A                            |                      | Santomera |
| La Ermita                       | 23A                            |                      | Santomera |
| Escuelas                        | 23A                            |                      | Santomera |
| El Siscar                       | 22A 23A                        |                      | Santomera |
| Henninger                       | 22A 23A                        |                      | Santomera |
| Tanatorio                       | 22A 23A                        |                      | Santomera |
| Jamones Novelty                 | 22A 23A                        |                      | Santomera |
| Gasolinera                      | 22A 23A                        |                      | Santomera |
| La Mota                         | 22A 23A                        |                      | Santomera |
| Ambulatorio Santomera           |                                |                      | Santomera |
| Ayuntamiento                    |                                |                      | Santomera |
| Juanín                          | 22A 23A                        |                      | Santomera |
| Librería                        | 22B 23A                        |                      | Santomera |
| Instituto                       | 22B 23A                        |                      | Santomera |
| Cuartel                         | 23A                            |                      | Santomera |
| Barrio de La Inmaculada         | 22A 22B 23A                    |                      | Santomera |
| La Moñina                       | 22A 22B 23A                    |                      | Murcia    |
| Cobatillas                      | 22A 22B 23A                    |                      | Murcia    |
| Ignacio                         | 22A 22B 23A                    |                      | Murcia    |
| La Olivera                      |                                |                      | Murcia    |
| Camino de La Flora              |                                |                      | Murcia    |
| Lodares                         | 23A                            |                      | Murcia    |
| Agamar                          | 23A                            |                      | Murcia    |
| El Puente                       | 23A                            |                      | Murcia    |
| Puente Azarbe                   | 21B 23A                        |                      | Murcia    |
| Cruce de Casillas               | 23A                            |                      | Murcia    |
| Zarandona                       | 21B 23A                        |                      | Murcia    |
| Gasolinera Atalayas             |                                |                      | Murcia    |
| Bloques de Ayuso (Frente)       |                                |                      | Murcia    |
| Juan XXIII                      |                                |                      | Murcia    |
| Ronda de Levante, 5             |                                | Plaza Circular       | Murcia    |
| Primo de Rivera, 12             | 31 32A 34 36                   |                      | Murcia    |
| Isaac Albéniz                   | 31                             |                      | Murcia    |
| Estación de Autobuses de Murcia | 12 15 21A 21B 23A 31 32A 34 36 |                      | Murcia    |

### Sentido El Siscar
| Parada                          | Común con                      | Conexión con tranvía | Municipio |
| ------------------------------- | ------------------------------ | -------------------- | --------- |
| Estación de Autobuses de Murcia | 12 15 21A 21B 23A 31 32A 34 36 |                      | Murcia    |
| Isaac Albéniz                   | 31                             |                      | Murcia    |
| Primo de Rivera, 19             | 31 32A 34 36                   |                      | Murcia    |
| Ronda de Levante, 6             |                                | Plaza Circular       | Murcia    |
| Juan XXIII                      |                                |                      | Murcia    |
| Bloques de Ayuso                |                                |                      | Murcia    |
| Gasolinera Atalayas (Frente)    |                                |                      | Murcia    |
| Zarandona                       | 21B 23A                        |                      | Murcia    |
| Cruce de Casillas               | 23A                            |                      | Murcia    |
| Puente Azarbe                   | 23A                            |                      | Murcia    |
| El Puente                       | 23A                            |                      | Murcia    |
| Agamar                          | 23A                            |                      | Murcia    |
| Lodares                         | 23A                            |                      | Murcia    |
| Camino de La Flora              |                                |                      | Murcia    |
| La Olivera                      |                                |                      | Murcia    |
| Ignacio                         | 22A 22B 23A                    |                      | Murcia    |
| Cobatillas                      | 22A 22B 23A                    |                      | Murcia    |
| La Moñina                       | 22A 22B 23A                    |                      | Murcia    |
| Barrio de La Inmaculada         |                                |                      | Santomera |
| Cuartel                         |                                |                      | Santomera |
| Instituto                       | 22B                            |                      | Santomera |
| Librería                        | 22B                            |                      | Santomera |
| Juanín                          | 22A 23A                        |                      | Santomera |
| La Mota                         | 22A 23A                        |                      | Santomera |
| Gasolinera                      | 22A 23A                        |                      | Santomera |
| Jamones Novelty                 | 22A 23A                        |                      | Santomera |
| Tanatorio                       | 22A 23A                        |                      | Santomera |
| Calle Oeste                     | 22A 23A                        |                      | Santomera |
| El Siscar                       | 22A 23A                        |                      | Santomera |
| Escuelas                        | 23A                            |                      | Santomera |
| La Ermita                       | 23A                            |                      | Santomera |
| Parque                          | 23A                            |                      | Santomera |
| Bar Tites                       | 23A                            |                      | Santomera |
| El Chuque                       | 23A                            |                      | Santomera |
| Barrio de Los Castellones       | 23A                            |                      | Santomera |
| Casablanca                      | 23A                            |                      | Santomera |
| Discoteca                       |                                |                      | Santomera |
| Camino de la Huerta             |                                |                      | Santomera |